# Аластра, Фабрицио
Фабрицио Аластра (итал. Fabrizio Alastra; род. 1 октября 1997, Эриче) — итальянский футболист, вратарь клуба «Потенца».

## Клубная карьера
Фабрицио был приглашён в команду скаутами «Палермо» в 15 лет из «Трапани». Он оказался в «Палермо» благодаря своему отцу. По словам спортивного директора «Палермо» Джорджио Перинетти, к нему в аэропорту подошёл мужчина и стал рассказывать о своём сыне, голкипере «Трапани», с просьбой взять его в команду. Перинетти дал указание Даниэле Фуджиано, главе скаутской службы, чтобы он посмотрел парня в деле. Аластра понравился им и в скором времени оказался в команде. Спустя год стал играть за юношескую команду. В 2014 году Аластра был признан лучшим вратарём Турнира Виареджо. С сезона 2015/16 находится в числе запасных вратарей основной команды.
14 февраля 2016 года 18-летний Аластра дебютировал в Серии А в поединке против «Торино», заменив на 38-й минуте основного голкипера команды Стефано Соррентино, получившего травму. Спустя неделю Фабрицио полностью отыграл матч следующего тура с «Ромой» и пропустил в нём пять голов. Этот матч стал для него последним в составе «Пескары». Следующие два сезона Аластра провёл в арендах в клубах «Матера», «Прато» и «Беневенто», игровую практику получал только в первых двух, выступавших в Серии C.
В июле 2019 года, после банкротства «Палермо», Аластра получил статус свободного агента и заключил контракт с «Пармой». Дважды, в сезонах 2019/20 и 2020/21, Фабрицио отдавали в аренду клубу «Пескара», выступавшему в Серии B. За два сезона он провёл лишь один кубковый матч за «Пескару» и не сыграл ни одной официальной игры за «Парму».
В июле 2021 году Аластра перешёл в клуб «Фоджа», выступавший в Серии C.